# Meizu
Meizu Technology Co., Ltd. (tiếng Trung: 魅族科技有限公司; Hán-Việt: Mị tộc khoa kỹ hữu hạn công ty; bính âm: Mèizú Kējì Yǒuxiàn Gōngsī) là một công ty điện tử tiêu dùng Trung Quốc có trụ sở ở Châu Hải, tỉnh Quảng Đông, Trung Quốc. Thành lập năm 2003, Meizu ban đầu là nhà máy sản xuất máy nghe nhạc MP3 và sau đó là máy MP4. Vào năm 2008, Meizu thay đổi trọng tâm từ máy MP3, MP4 sang smartphone, với mẫu smartphone đầu tiên là mẫu Meizu M8. Meizu là một trong 10 hãng sản xuất smartphone lớn nhất Trung Quốc với 8,9 triệu sản phẩm được bán ra trên khắp thế giới trong nữa đầu năm 2015.

## Lịch sử
Hoàng Chương (黄章) thành lập Meizu năm 2003. Ban đầu là nhà sản xuất máy MP3, Meizu phát hành máy MP4 đầu tiên năm 2006. Máy MP4 đáng chú ý nhất của họ là M6 Mini Player, được giới thiệu bởi Dane-Elec ở bên ngoài Trung Quốc.
Tháng 4/2007, Meizu chính thức phát hành Meizu M8, thu hút nhiều người đến xếp hàng trước cửa hàng của Meizu. Meizu M8 được đánh giá cao về chất lượng âm thanh, hiệu suất của nó và giá thành hấp dẫn. Hơn nữa, nó là một trong những điện thoại đầu tiên có màn hình cảm ứng điện dung và chạy trên hệ điều hành Mymobile, dựa trên Microsoft Windows CE 6.0. Một phiên bản nâng cấp của Meizu M8, Meizu M8SE, được phát hành ngày 2/10/2009.
Trong ngày 1/1/2011, công ty phát hành Meizu M9, chiếc smartphone đầu tiên của họ dựa trên Android.
Meizu khai trương chi nhánh đầu tiên của họ ở ngoài Trung Quốc ở Hồng Kông năm 2011. Vào năm sau, họ khai trương chi nhánh tại Nga.
Meizu MX được ra mắt vào 1/1/2012, đúng một năm sau M9. Đây là smartphone đầu tiên của Meizu chạy hệ điều hành Flyme OS của họ, một bản chỉnh sửa sâu của Android. nó cũng là điện thoại Meizu được giới thiệu bên ngoài Trung Quốc, được phát hành tại Hồng Kông cùng thời điểm. Một phiên bản lõi tứ của Meizu MX được phát hành vào tháng 6/2012.
Tháng 12/2012, Meizu MX2 được phát hành. hóa hoạt động trên nền tảng Flyme OS 2.0 dựa trên Android 4.1 Jelly Bean. chiếc điện thoại được gia công bởi Foxconn được bán ở Trung Quốc, Nga, Israel và Hong Kong.
Meizu MX3 phát hành tháng 10/2013 là mẫu smartphone đầu tiên có 128GB bộ nhớ trong. vào 6/3/2014, Meizu tổ chức ra mắt Meizu MX3 ở Pháp, Loan tin nó sẽ sớm được bán ở đây. Meizu cũng mở rộng đến Italy và Đông Âu năm 2014.
Meizu công bố Meizu MX4 vào  2/9/2014. Đó là chiếc smartphone Meizu đầu tiên sử dụng vi xử lý của MediaTek và hỗ trợ LTE. Meizu MX4 smartphone Meizu đầu tiên hỗ trợ hệ điều hành Yun OS của Alibaba ngoài Flyme OS của Meizu. Một năm sau, Meizu MX4 Pro được công bố, gồm có một bộ vi xử lý octa-core Samsung Exynos và màn hình 2K +
Tháng 12/2014, Meizu ra mắt các sản phẩm thuộc dòng m-series, với sản phẩm đầu tiên Meizu m1 note. Các thiết bị thuộc dòng M-series của Meizu tập trung vào việc mang lại các tính năng mạnh mẽ cho một mứac giá tương đối thấp. Trong tháng 1/2015, Meizu phát hành sản phẩm thứ hai của dòng m-series: Meizu m1.
Tháng 3/2015, Meizu MX4 Ubuntu Edition được tiết lộ tại MWC. Sau đó nó được phát hành ở Trung Quốc vào Liên minh châu Âu thông qua một hệ thống lời mời.  Từ 20/7/2015, Meizu MX4 Ubuntu Edition có thể mua ở Liên Minh châu Âu mà không cần lời mời.

## Sản phẩm

### Smartphone
Meizu M8 là mẫu smartphone đầu tiên của Meizuand nó được phát hành chính thức vào ngày 18/2/2009. Vào thời điểm phát hành, có nhiều người đã xếp hàng dài ở trước cửa hàng của Meizu do nhu cầu cao không lường trước. Nó chạy hệ điều hành Mymobile phát triển bởi Meizu, dựa trên Microsoft Windows CE 6.0. Smartphone được điều khiển bằng mọt nằm hình đa cảm ứng điện dung, một tính năng phổ biến trên smartphone vào thời điểm đó. Meizu M8 được đánh giá cao về chất lượng âm thanh, internet và các khả năng độc đáo khác, cũng như giá thành hấp dẫn. một bản nâng cấp của Meizu M8, Meizu M8SE, phát hành ngày 2/10/2009. Nó ngừng phát triển vào năm 2010. Meizu M8 bây giờ được xem là một chiếc smartphone tiên phong hiện nay và Meizu là một nhà sản xuất smartphone có uy tín.
Meizu m1, giới thiệu tháng 2/2015,là một mẫu smartphone cơ bản của Meizu. nó bao gồm một màn hình 5 inch vi xử lý quad-core MediaTek. Meizu m1 dự kiến sẽ được thay thế ngay bởi người kế nhiệm của nó, Meizu m2, theo nhiều nguồn tin cho rằng sẽ được công bố trong một sự kiện diễn ra ở Bắc Kinh ngày 29/7/2015. Một biến thể lớn hơn với thông số kỹ thuật được nâng cấp, Meizu m2 note đã được công bố vào ngày 2/6/2015.Nó có màn hình 5,5-inch 1080p, vi xử lý octa-core MediaTek  và  camera 13-megapixel Samsung.
Smartphone cao cấp nhất của Meizu hiện nay là Meizu MX5 được ra mắt ngày 30/6/2015. Meizu MX5 là thiết bị đầu tiên của Meizu có khung kim loại nguyên khốivaf một màn hình AMOLED. nó được trang bị bộ vi xử lý MediaTek Helio X10 Turbo, màn hình 5,5-inch chạy Flyme OS 4.5 dựa trên Android Lollipop. Đã có những tin đồn về một phiên bản Pro của Meizu MX5,nhưng không có thông tin chính thức về nó.
Trong khi các smartphone Meizu thường chạy Flyme OS, Meizu có một thay đổi khi phát hành Meizu MX4 chạy Ubuntu, được gọi là Meizu MX4 Ubuntu Edition. mặc dù phần cứng giống với phiên bản Flyme của Meizu MX4, hệ điều hành về cơ bản là khác. Meizu là công ty thứ hai phát hành smartphone Ubuntu chỉ sau bq. Meizu MX4 Ubuntu Edition chỉ được bán tại Liên minh châu Âu.
- Meizu E
- Meizu M1
- Meizu M1 Note
- Meizu M2
- Meizu M2 Note
- Meizu M3
- Meizu M3s
- Meizu M3 Note
- Meizu M8
- Meizu M9
- Meizu Max
- Meizu Metal
- Meizu MX
- Meizu MX2
- Meizu MX3
- Meizu MX4
- Meizu MX4 Pro
- Meizu MX5
- Meizu MX5e
- Meizu MX6
- Meizu Pro 5
- Meizu Pro 6
- Meizu U10
- Meizu U20

### Máy nghe nhạc
- Meizu E2
- Meizu E5
- Meizu E3
- Meizu E3C
- Meizu ME V6
- Meizu ME V6S
- Meizu ME V7
- Meizu MI V6
- Meizu MI V6S
- Meizu MI V7
- Meizu MX
- Meizu M3
- Meizu M6 TS
- Meizu M6 TP
- Meizu M6 SP
- Meizu M6 SL
- Meizu X2
- Meizu X3
- Meizu X6

### Khác
Flyme OS là một hệ điều hành phát triển bởi Meizu dựa trên nền tảng Android. Một số tính năng của nó bao gồm thiết kế lại hoàn toàn, khả năng sử dụng một tay và tối ưu hóa hiệu suất. Phiên bản đầu tiên, Flyme OS 1.0 dựa trên Android 4.0.3 phát hành cho Meizu MX 12/7/2012 và Meizu M9 sau đó. nó được nhiều nhà phê bình khen ngợi cho thiết kế giao diện đẹp, đơn giản. Flyme OS 2.0 phát hành vào cuối năm 2012 cùng lúc với Meizu MX2. Nó cung cấp dịch vụ đám mây được cải thiện  và nhiều cải tiến khác. Flyme OS 3.0phats hành cùng lúc với Meizu MX3 và sau đó cho Meizu MX2. nó là một trong số những phân nhánh Android tích hợp giao diện phẳng. Từ Flyme OS 3.0, Dirac HD Sound được tích hợp, mang lại một trải nghiệm âm thanh được cải thiện thông qua một số tai nghe. Người thừa kế Flyme OS 3.0, Flyme OS 4.0 phát hành năm 2014, ban đầu cho Meizu MX4. Nó là phiên bản Flyme OS hỗ trợ các thiết bị không phải của Meizu. Cuối cùng, nó đã được chính thức phát hành cho các thiết bị từ Samsung, Sony, LG và HTC. Người hâm mộ cũng chuyển nó sang các thiết bị khác, bao gồm cả OnePlus One Phiên bản hiện tại của Flyme OS, Flyme OS 4.5, dựa trên Android Lollipop và đi kèm với Meizu M2, Meizu m2 note và Meizu MX5. nó cũng hỗ trợ Meizu MX4, Meizu MX4 Pro và Meizu m1 note.